# Kombinat für Glas- und Keramikmaschinenbau
Der VEB Thuringia Kombinat für Glas- und Keramikmaschinenbau Sonneberg war ein Kombinat in der Deutschen Demokratischen Republik.
Die Betriebe des Kombinats entwickelten und produzierten Maschinen für die Keramik- und Glasindustrie.
Das Kombinat unterstand dem Ministerium für Glas- und Keramikindustrie. Weitere zentral geleitete Kombinate im Zuständigkeitsbereich dieses Ministeriums sind in der Liste von Kombinaten der DDR aufgeführt.
Im Zuge der Wende und der anschließenden Wiedervereinigung wurde das Kombinat 1990 aufgelöst und seine Betriebe wurden privatisiert.

## Zugehörige Betriebe
Zum Kombinat gehörten zuletzt die folgenden Betriebe: 
- VEB Thuringia Sonneberg; (Stammbetrieb)
- VEB Glasmaschinenbau Coswig
- VEB Glasmaschinenbau Freital
- VEB Glasofenbau Jena
- VEB Kefama Katzhütte
- VEB Keramikmaschinen Görlitz (Kema)
- VEB Projektierung und Anlagenbau für Glas und Keramik Bautzen
- VEB Wärmetechnisches Institut der Glasindustrie Jena